# Dan Gillmor
Dan Gillmor é um escritor e colunista norte-americano com grande engajamento quando o assunto é tecnologia. Ele é diretor do Knight Center for Digital Media Entrepreneurship da Walter Cronkite School of Journalism and Mass Communication da Universidade do Estado do Arizona e parceiro do Berkman Center for Internet & Society da UNiversidade de Harvard.
Gillmor também é autor de um famoso blog que aborda notícias sobre tecnologia e o setor de negócios tecnológicos do norte da Califórnia, criticando a rígida aplicação de direitos autorais, e comentando sobre política sob uma perspectiva liberal.

## Carreira
Antes de se tornar jornalista, Gillmor trabalhou como músico por sete anos. Durante o ano acadêmico de 1986, Gillmor foi parceiro de jornalismo na Knight-Wallace na Universidade de Michigan em Ann Arbor, onde estudou História, Teoria Política e Economia.Trabalhou no Kansas City Times e em diversos jornais impressos em Vermont, além de seis anos de contribuição no Detroit Free Press.
De 1994 a 2005, foi colunista no San Jose Mercury News, jornal diário do Vale do Silício, período durante o qual se tornou cronista líder da "Bolha da Internet" e suas consequências. A partir de outubro de 1999, começou a escrever um blog para o Mercury News, que é tido como o primeiro de um jornalista para uma empresa tradicional. Deixou o Mercury News em janeiro de 2005 para dar início à empresa de jornalismo cidadão Bayosphere, com o objetivo de "tornar mais fácil para o público se comunicar e publicar na Internet". Lançado em maio de 2005, Bayosphere foi fechado em janeiro de 2006.
Recebeu o EFF Pioneer Award de 2002.